# John Isner
John Isner (Greensboro, Észak-Karolina, 1985. április 26. –) amerikai hivatásos teniszező. Eddigi karrierje során öt ATP tornát nyert meg.

## Pályafutása
2007. augusztus 5-én szabadkártyásként bejutott élete első ATP-döntőjébe, ahol vereséget szenvedett Andy Roddicktól. Karrierje első ATP-torna győzelmét 2010. január 16-án szerezte meg Aucklandben Arnaud Clément legyőzésével.
A 2010-es wimbledoni teniszbajnokságon Nicolas Mahut-vel vívott mérkőzése több rekordot megdöntött. Az utolsó játszma eredménye 70–68 lett. A találkozó három napon át folyt (2010. 22–24.) és 665 percig tartott – azaz 11 óra és 5 percig –, ezzel a tenisztörténelem leghosszabb mérkőzése lett. Isner 112 ászt ütött – Mahut 103-at –, amivel szintén rekordot döntött: korábban soha nem ütött ennyi ászt senki egy mérkőzésen.

## Stílusa
Isner a második legmagasabb profi teniszező Ivo Karlović mögött. Játékát hatalmas szervájára és ütőerejére építi.

## ATP-döntői

### Egyéni

#### Győzelmei (5)
| Összesítés                                            | Összesítés |
| ----------------------------------------------------- | ---------- |
| Grand Slam-torna                                      | (0)        |
| ATP World Tour Masters 1000 / ATP Masters Series      | (0)        |
| ATP World Tour 500 Series / International Series Gold | (0)        |
| ATP World Tour 250 Series / International Series      | (5)        |
| ATP World Tour Finals / Tennis Masters Cup            | (0)        |

|   | Dátum               | Torna                                          | Borítás | Ellenfél a döntőben | Eredmény a döntőben |
| 1 | 2010. január 16.    | Heineken Open, Auckland                        | Kemény  | Arnaud Clément      | 6-3, 5-7, 7-6(2)    |
| 2 | 2011. július 10.    | Campbell's Hall of Fame Championships, Newport | Fű      | Olivier Rochus      | 6-3, 7-6(6)         |
| 3 | 2011. augusztus 28. | Winston-Salem Open, Winston-Salem              | Kemény  | Julien Benneteau    | 4-6, 6-3, 6-4       |
| 4 | 2012. július 15.    | Campbell's Hall of Fame Championships, Newport | Fű      | Lleyton Hewitt      | 7-6(1), 6-4         |
| 5 | 2012. augusztus 26. | Winston-Salem Open, Winston-Salem              | Kemény  | Tomáš Berdych       | 3-6, 6-4, 7-6(9)    |

#### Elvesztett döntői (7)
|   | Dátum              | Torna                                        | Borítás    | Ellenfél a döntőben | Eredmény a döntőben |
| 1 | 2007. augusztus 5. | Legg Mason Tennis Classic, Washington        | Kemény     | Andy Roddick        | 4-6, 6-7(4)         |
| 2 | 2010. február 21.  | Regions Morgan Keegan Championships, Memphis | Kemény (f) | Sam Querrey         | 7-6(3), 6-7(5), 3-6 |
| 3 | 2010. május 9.     | Serbia Open, Belgrád                         | Salak      | Sam Querrey         | 6-3, 6-7(4), 4-6    |
| 4 | 2010. július 25.   | Atlanta Tennis Championships, Atlanta        | Kemény     | Mardy Fish          | 6-4, 4-6, 6-7(4)    |
| 5 | 2011. július 24.   | Atlanta Tennis Championships, Atlanta        | Kemény     | Mardy Fish          | 6-3, 6-7(6), 2-6    |
| 6 | 2012. március 18.  | BNP Paribas Open, Indian Wells               | Kemény     | Roger Federer       | 6-7(7), 3-6         |
| 7 | 2012. április 15.  | U.S. Men’s Clay Court Championships, Houston | Salak      | Juan Mónaco         | 2-6, 6-3, 3-6       |

### Páros

#### Győzelmei (3)
| Összesítés                                            | Összesítés |
| ----------------------------------------------------- | ---------- |
| Grand Slam-torna                                      | (0)        |
| ATP World Tour Masters 1000 / ATP Masters Series      | (1)        |
| ATP World Tour 500 Series / International Series Gold | (1)        |
| ATP World Tour 250 Series / International Series      | (1)        |
| ATP World Tour Finals / Tennis Masters Cup            | (0)        |

|   | Dátum             | Torna                                          | Borítás    | Partner     | Ellenfelek a döntőben               | Eredmény a döntőben |
| 1 | 2008. július 13.  | Campbell's Hall of Fame Championships, Newport | Fű         | Mardy Fish  | Róhan Bópanna / Iszámul-Hak Kuraisi | 6–4, 7–6(1)         |
| 2 | 2010. február 21. | Regions Morgan Keegan Championships, Memphis   | Kemény (f) | Sam Querrey | Ross Hutchins / Jordan Kerr         | 6–4, 6–4            |
| 3 | 2011. május 15.   | Internazionali BNL d'Italia, Róma              | Salak      | Sam Querrey | Mardy Fish / Andy Roddick           | feladás             |

#### Elvesztett döntői (3)
|   | Dátum             | Torna                                        | Borítás | Partner     | Ellenfelek a döntőben     | Eredmény a döntőben |
| 1 | 2010. május 2.    | Internazionali BNL d'Italia, Róma            | Salak   | Sam Querrey | Bob Bryan / Mike Bryan    | 2–6, 3–6            |
| 2 | 2011. április 10. | U.S. Men’s Clay Court Championships, Houston | Salak   | Sam Querrey | Bob Bryan / Mike Bryan    | 7–6(4), 2–6, [5–10] |
| 3 | 2012. március 18. | BNP Paribas Open, Indian Wells               | Kemény  | Sam Querrey | Marc López / Rafael Nadal | 2–6, 6–7(3)         |

## Eredményei Grand Slam-tornákon
| Grand Slam | Australian Open | Australian Open | Roland Garros | Roland Garros      | Wimbledon | Wimbledon        | US Open   | US Open               |
| Év         | Eredmény        | Utolsó ellenfél | Eredmény      | Utolsó ellenfél    | Eredmény  | Utolsó ellenfél  | Eredmény  | Utolsó ellenfél       |
| 2007       | -               | -               | -             | -                  | -         | -                | 3.kör     | Roger Federer         |
| 2008       | 1.kör           | Fabrice Santoro | 1.kör         | Juan Ignacio Chela | 1.kör     | Ernests Gulbis   | 1.kör     | Andreas Beck          |
| 2009       | 1.kör           | Dominik Hrbatý  | -             | -                  | -         | -                | 4.kör     | Fernando Verdasco     |
| 2010       | 4.kör           | Andy Murray     | 3.kör         | Tomáš Berdych      | 2.kör     | Thiemo de Bakker | 3.kör     | Mihail Juzsnij        |
| 2011       | 3.kör           | Marin Čilić     | 1.kör         | Rafael Nadal       | 2.kör     | Nicolás Almagro  | 1/4 döntő | Andy Murray           |
| 2012       | 3.kör           | Feliciano López | 2.kör         | Paul-Henri Mathieu | 1.kör     | Alejandro Falla  | 3.kör     | Philipp Kohlschreiber |

## Év végi világranglista-helyezései
| Év       | 2007 | 2008 | 2009 | 2010 | 2011 |
| Helyezés | 107  | 145  | 34   | 19   | 18   |